# Хрипуновський
Хрипуно́вський (рос. Хрипуновский, башк. Хрипунов) — хутір у складі Стерлітамацького району Башкортостану, Росія. Входить до складу Куганацької сільської ради.
Населення — 10 осіб (2010; 10 в 2002).
Національний склад:
- росіяни — 80%